# Caladenia valida
Caladenia valida är en orkidéart som först beskrevs av William Henry Nicholls, och fick sitt nu gällande namn av Mark Alwin Clements och David Lloyd Jones. Caladenia valida ingår i släktet Caladenia och familjen orkidéer. Inga underarter finns listade i Catalogue of Life.